# LSD 작품
LSD 작품은 LSD를 섭취한 후 알려진 환각적 경험과 환각에서 영감을 받은 모든 예술 또는 시각적 전시품을 말한다. 예술가와 과학자들은 LSD가 법적 사용과 일반 소비를 위해 처음 사용 가능해진 이후로 드로잉과 페인팅에 미치는 영향에 관심을 가져왔다.
LSD는 시각적 환각, 시청각 공감각 및 현실감 상실의 경험을 유발한다. 이러한 효과가 예술과 혼합될 때 종종 예술가의 환각을 간접적으로 나타낸다.

## 역사

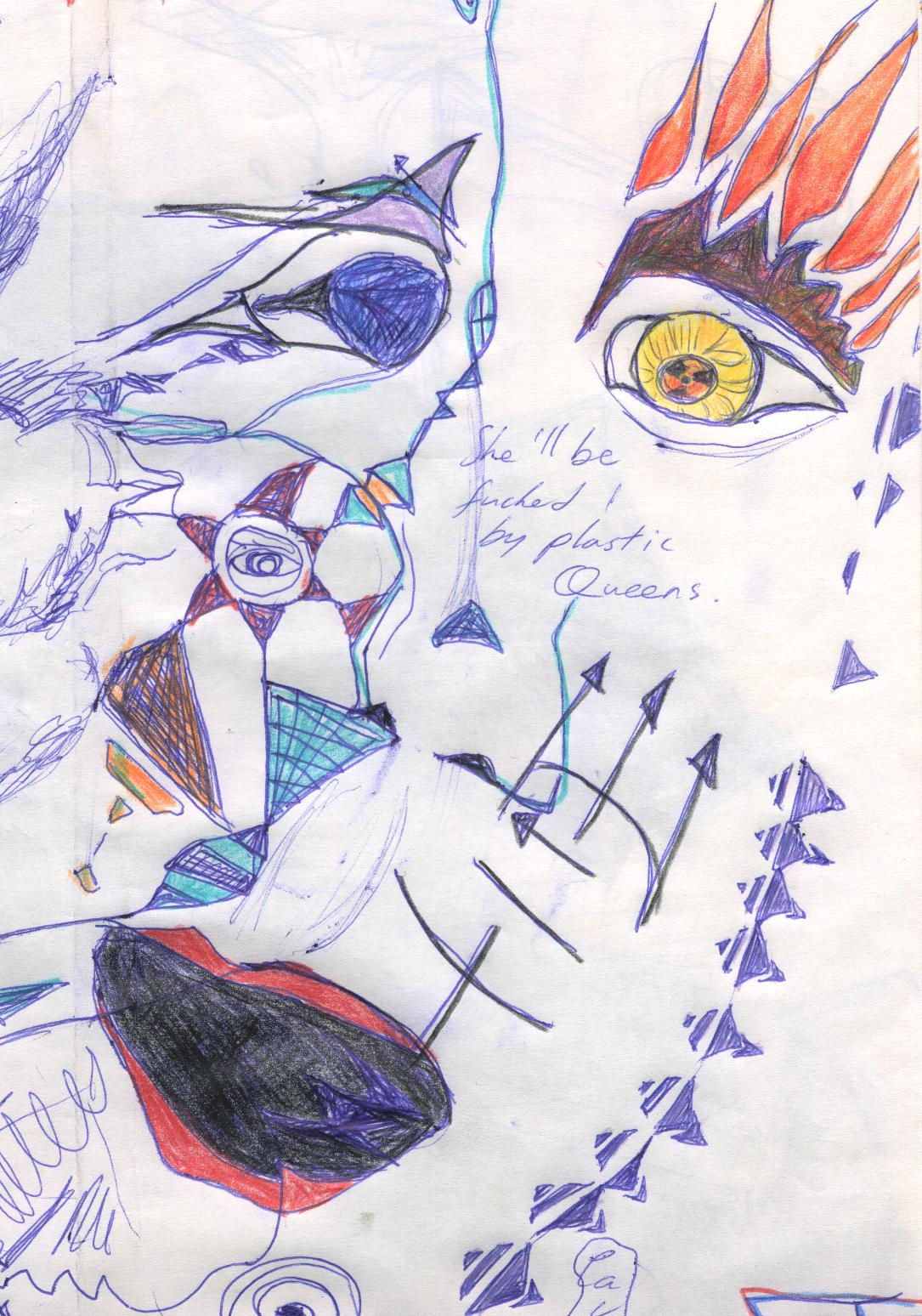
LSD의 효과로 만든 초상화. Oscar Janiger 박사는 약물의 영향으로 그린 그림과 정신분열병 환자가 그린 그림 사이의 유사점에 주목했다.

LSD 예술은 1960년대로 거슬러 올라가며, 그때도 매우 보편화되었다. 이 약물은 너무 유명해져서 일부 국가에서는 1967년에 이 물질을 금지하기 시작했다. Henri Michaux라는 이름의 프랑스 예술가는 "환각 예술의 개척자"로 간주되었다. Michaux는 그의 글과 그림이 모두 포함된 현재 유명한 책 'Miserable Miracle'을 만드는 동안 LSD를 실험했다. 많은 예술가들은 LSD가 그들의 작품에 어떻게 긍정적인 영향을 줄 수 있는지 깨달았다. 그래서 1960년대 내내 LSD가 인기를 끌었다.
Oscar Janiger 박사는 LSD와 창의성의 관계를 연구한 분야의 선구자 중 한 사람이다. Janiger를 매료시킨 것은 "LSD의 영향을 받은 그림은 정신분열증 환자가 한 일처럼 보이는 속성을 일부 가지고 있다"는 것이었다. Janiger는 훈련된 예술가가 LSD 유발 정신병의 "극단적인 영향과 함께 특정 균형을 유지할 수 있을 것"이라고 주장했다. Janiger는 사람이 주변을 통제할 수 있지만 동시에 미친 상태를 나타내는 '건조 정신분열증(dry schizophrenia)'이라는 용어를 만들었다.
많은 예술가들과 그들의 생존한 친척들이 이 시기에 LSD 삽화를 보관해 왔다. Janiger 박사의 한 환자, 양극성 및 알코올 중독 예술가 Frank Murdoch는 그의 말기 알코올 중독을 치료하기 위한 시도로 통제된 실험 용량의 LSD를 몇 달 동안 받았다. Janiger는 Murdoch에게 처방받은 LSD를 통해 Kachina doll을 포함한 여러 정물을 그렸다. Murdoch는 또한 LSD에 있는 동안 그의 수중 그림 대부분을 포함하여 예술가로서 계속 그림을 그렸다.
네덜란드에서 Stanislav Grof 박사는 1980년대에 환자들에게 LSD를 하는 것을 포함한 정신병 치료를 시행했다. 그의 예술가 환자 중 일부는 LSD에 있는 동안 수많은 그림을 그렸다.

## 같이 보기
- 환각
- 사이키델릭 음악
- 티모시 리어리